# 瀧田佳子
瀧田 佳子（たきた よしこ、1943年6月12日 - ）は、アメリカ文学・比較文学の研究者、東京大学・大学評価・学位授与機構名誉教授。
広島県生まれ。旧姓・中山。

## 略歴
- 1962年　土佐高等学校卒業
- 1966年　国際基督教大学卒業
- 1968年3月、東京大学教養学部教養学科アメリカ分科卒業。
- 1970年3月、大学院人文科学研究科比較文学比較文化専攻修士課程修了。
- 1973年3月、博士課程単位取得満期退学。
- 1982年4月、教養学部助教授。
- 1992年4月、教授。
- 1996年4月、大学院総合文化研究科教授。
- 2004年4月、独立行政法人大学評価・学位授与機構学位審査研究部特任教授。
- 2005年10月、教授。
- 2006年、定年退官、名誉教授。
- 2008年4月、大学評価・学位授与機構学位審査研究部教授と部長を兼任。
- 2010年 　大学評価・学位授与機構学位審査研究部教授
- 2011年  大学評価・学位授与機構研究開発部教授
- 2013年　定年退任、名誉教授。

## 著書
- 『アメリカン・ライフへのまなざし 自然・女性・大衆文化』東京大学出版会 2000年

## 編著書
- 「太平洋世界の文化とアメリカ 多文化主義・土着・ジェンダー」（編）彩流社 2005年 ISBN 978-4882029663

## 翻訳
- 『アメリカ古典文庫 22 アメリカ人の日本論』川西進共訳 研究社出版 1975
- リチャード M.ロリンズ「ウェブスター辞書の思想」東海大学出版会 1983年
- ケイト・ショパン「目覚め」荒地出版社 1995年 ISBN 978-4752100904
- アマンダ・クロス「ハーヴァードの女探偵」三省堂 1996年